# Gernot Michael Müller
Gernot Michael Müller (* 28. Juli 1970 in Berlin-Dahlem) ist ein deutscher Klassischer Philologe (Latinist).

## Leben
Gernot Michael Müller studierte ab 1990 Klassische Philologie, Germanistik, Italianistik und Lateinische Philologie des Mittelalters an der Universität München und an der Universität Venedig. Nach dem Ersten Staatsexamen (1996) arbeitete er als Wissenschaftlicher Mitarbeiter im DFG-Projekt „Humanismus und Nation“ mit. 1999 wurde er mit der Dissertation Die „Germania generalis“ des Conrad Celtis: Studien mit Edition, Übersetzung und Kommentar promoviert. Anschließend war er zwei Jahre lang Wissenschaftlicher Mitarbeiter im Sonderforschungsbereich „Kulturen des Performativen“ an der Freien Universität Berlin. Von 2002 bis 2008 war er Lehrbeauftragter für Klassische Philologie und Europäische Kulturgeschichte an der Universität Augsburg. 2002/2003 war er Stipendiat der Gerda-Henkel-Stiftung, 2004/2005 der Deutschen Forschungsgemeinschaft.
Nachdem er im Wintersemester 2007/2008 die Assistentenstelle für Alte Geschichte an der Universität Augsburg vertreten hatte, habilitierte sich Müller 2008 für Klassische und Neulateinische Philologie und nahm seine Lehrtätigkeit am Kulturwissenschaftlichen Institut der Universität Luzern auf. Im Sommersemester 2009 vertrat er den Lehrstuhl für Latinistik an der Universität Bamberg. Vom Wintersemester 2009/2010 bis zum Sommersemester 2010 vertrat er den Lehrstuhl für Lateinische Philologie I an der Eberhard Karls Universität Tübingen, der seit der Pensionierung Heinz Hofmanns vakant war. Ab Anfang 2011 war er Professor für Klassische Philologie an der Katholischen Universität Eichstätt-Ingolstadt, nachdem er den Lehrstuhl bereits von September bis Dezember 2010 vertreten hatte. Einen Ruf an die Universität Salzburg lehnte er ab. 2014 bis 2016 war er Vizepräsident der Katholischen Universität Eichstätt-Ingolstadt. Seit dem 1. Oktober 2019 ist er Professor (W3) für Klassische Philologie/Latinistik an der Universität Bonn.